# 香港通訊
香港通訊業市場發展成熟，基礎設施完善。電訊市場競爭激烈，無論固網及流動電訊，都有多家營辦商經營，為消費者帶來更多選擇。今日，手提電話、互聯網等電訊服務已成為香港人生活一部分。

## 歷史
香港的電訊服務，早期由大東電報局及其屬下的香港電話公司提供，之后隨着香港政府開放專營權，及收購合併後，踏入21世紀，香港的電訊業已呈現全新的局面。
早在1871年，香港第一條海底電報電纜在香港薄扶林鋼綫灣，即今日數碼港附近著陸。1877年，貝爾取得發明電話專利只一年，香港經由東方電話電力有限公司（Oriental Telephone and Electric Company）發展電話服務。1882年，香港首部電話安裝於《士蔑西報》（Hong Kong Telegraph）編輯部，但由於價錢昂貴，電話公司數年後便虧本倒閉。
至於香港境內第一條電報線，則由怡和洋行鋪設，連接位於銅鑼灣東角的總行與位於中環的分行。
1905年，香港成立中日電話公司，首次在維港鋪設海底電纜，電話服務伸展至九龍。1925年，中日電話改組成香港電話公司，獲得香港政府發出為期50年的電話服務的專營權。1931年5月1日，線路轉駁全面自動化。1941年日治時期前，160萬人口中電話用戶達1萬7000戶；1973年約400萬人口中，電話機數目更躍升至100萬。1976年，首次推出國際直撥長途電話服務。
1980年代，傳呼機、流動電話及撥號上網開始引入香港，但當時只有傳呼機普及起來。踏入1990年代，流動電話及撥號上網亦開始流行，而傳呼機則逐漸被淘汰，電報服務也在當時終止提供。2000年代，寬頻上網也取代了撥號上網，同時流動電訊也發展得相當成熟。

## 固網電話服務
香港的固網電訊網絡已十分成熟，直至2011年8月，按人口計算的固網電話線普及率達102.0%。2017年12月，普及率數字回落至91.5%。
固網電訊網絡早期只可作話音通訊，但其後傳真機，以至互聯網的出現，令用戶可使用固網作撥號上網之用；近年亦有固網商推出固網短訊及資訊等增值服務。1993年底，全港共有380萬部電話，平均每100人有65部，以及300萬條電話線。1990年代，在全港各區都隨處可見由固網服務營辦商設立的公共電話亭，而且很多電話亭都設有國際電話服務。同期，流動電話用戶有50萬戶，使用率位列全球第二位，傳呼機平均每4.7人就有一部。2000年，公共收費電話亭數量曾高達11710部，隨着流動電話逐漸普及，至2018年3月底僅餘約2800部，逾半的收入平均每天不多於一元，而2014年電訊業就提供公眾收費電話機的補貼額為2160萬港元。
香港自1870年代引入電話服務的百多年以來，香港電話有限公司／香港電訊（即現電訊盈科）曾長期是固網電話服務營辦商。1995年7月，固網電話電訊市場開放，政府發出3個新固定電訊服務牌照，分別是和記廣訊、香港新電訊及新世界電話，破香港電訊壟斷，使固網電話服務營辦商數量，由1間增至4間。3間新營辦商，開始在全港鋪設網絡，提供住宅及商業電話服務。新營辦商在鋪設網絡未完成時，亦可租用香港電訊的現有網絡提供服務。
此3間新營辦商，後來均被收購：
- 和記廣訊，後改稱和記電訊、和記環球電訊。現已被基金公司Asia Cube GlobalCommunications收購其固網通訊業務，改稱環球全域電訊。
- 香港新電訊，後改稱九倉新電訊、九倉電訊。後來把住宅和商業用戶分家，住宅用戶改以有線寬頻名義提供服務，九倉電訊則集中商業用戶，後改稱滙港電訊。滙港電訊現已被香港寬頻收購，改稱香港寬頻企業方案。有線寬頻則不受影響。
- 新世界電話，後改稱新世界電訊。現已被香港寬頻收購，改稱香港寬頻（住宅用戶）、香港寬頻企業方案（商業用戶） 。

2003年1月起，香港固網電話服務市場全面開放，政府不設營辦商牌照數目上限及申領牌照的時限。截至2019年12月，實際擁有本身網絡，兼有向公眾提供固網電話服務的營辦商，有以下4間——
- 香港電訊（HKT）（電訊盈科集團成員）
- 香港寬頻 （HKBN）（包括旗下香港寬頻企業方案，部份原由滙港電訊、新世界電訊提供服務）
- 環球全域電訊 （HGC）
- 有線寬頻 （i-cable）（原由九倉電訊提供服務）

除了住宅用戶及商業用戶的固網電話系統，固網服務營辦商也在香港街頭設立公共電話亭，在2000年代中開始，這些電話亭更開始提供免費或收費的公共Wi-Fi服務。然而隨著流動電話的迅速普及，現時的公共電話亭已經買少見少。
香港的電話號碼，也曾長期由香港電話公司管理，至1993年7月1日電訊管理局（現改組成通訊事務管理局辦公室）成立，轉由該局管理。
電話系統
- 區內：微波中繼聯結和廣泛的光纖網絡
- 國際：國際電話區號 - 852；人造衛星 - 3個國際通信衛星（1個在太平洋，2個在印度洋），與中國大陸的廣東省有同軸電纜連接，有權使用9條國際海底電纜連接到東南亞國家聯盟的成員國、日本、台灣、澳洲、中東以及西歐。

## 固網互聯網服務
香港的互聯網國家及地區頂級域為「.hk」。
香港的寬頻網絡覆蓋完善，全港大部分家庭和商業用戶皆在覆蓋範圍，只有部分離島及新界村屋未獲覆蓋。近年，使用寬頻上網的用戶不斷上升，令香港的寬頻滲透率在全球名列前茅。2017年11月，住宅寬頻普及率達92.3%，已登記的寬頻上網用戶超過263萬戶，全港共有231間互聯網服務供應商，同期，光纖到戶的住宅滲透率亦有42.2%。2011年11月時，撥號上網用戶帳戶有778,814戶。由於撥號上網的速度比寬頻慢得多，加上電訊商會額外收取PNETS附加費，因此寬頻上網正逐漸取代撥號上網。
據2018年Speedtest Global Index報告，香港的寬頻上網速度位處世界前列，固定網絡平均連線速度有136.15Mbps。
此外，截至2015年6月30日，香港有IPv4位址量12,126,464個，IPv6位址量217塊/32。
現時香港實際擁有本身網絡的固網互聯網服務營辦商，有以下4間—— 
- 香港電訊（HKT）（電訊盈科集團成員）
- 香港寬頻 （HKBN）
- 環球全域電訊 （HGC）
- 有線寬頻 （i-cable）

按照住宅及商業用戶分類，又可分為—— 
住宅用戶： 
- 香港電訊網上行（HKT Netvigator） - 以電話線作為骨幹的ADSL、ADSL2及VDSL網絡，光纖到戶（FTTH）。
- 香港寬頻（HKBN） - 以FTTH光纖到戶，CAT-5E線路接駁的城域乙太網光纖網絡（即是FTTB光纖到大廈）。
- 環球全域電訊HGC寬頻（HGC Broadband） - 以VDSL及CAT-5E線路接駁的城域乙太網光纖網絡，光纖到戶（FTTH）。
- 有線寬頻（i-cable） - 以有線電視的混合光纖同軸（Hybrid fibre-coaxial）電纜網絡。

住宅用戶（虛擬網絡商）：
- 數通光纖寬頻（Smartone Fibre Broadband） - 曾於2009年以HSPA技術的3.5G手機網絡，提供無線到戶之家居寬頻服務。2014年7月底起，租用香港寬頻網絡，提供家用光纖寬頻服務。
- 中國移動香港（CMHK） -  曾於2017年起租用香港寬頻的網絡，提供家用光纖寬頻服務。 2019年4月起，租用有線寬頻網絡，提供家用光纖寬頻服務。

商業用戶：
- 香港電訊商業網上行（HKT Business Netvigator）
- 香港寬頻企業方案（HKBNES）
- 環球全域電訊商業寬頻（HGC Business Broadband）

近年亦有收費電視透過寬頻網絡為用戶提供服務，包括電訊盈科Now TV、已停播的香港寬頻bbTV等，而已停播的無綫網絡電視（現改組成myTV SUPER）則曾同時以衛星、和記環球電訊寬頻網絡及電訊盈科寬頻網絡傳播。

## 流動電話及互聯網服務

### 概覽
香港的流動電訊服務競爭激烈，服務滲透率是全球最高的地區之一。截至2017年11月，香港流動電話服務用戶比香港整體人口更多，超過1,828萬，表示在數字上，每個香港人最少擁有一個或以上的流動電話帳戶；而按人口計算，流動電話服務用戶滲透率達到247.4%。同期，流動寬頻客戶也有超過1,698萬。
由1999年3月1日起，香港已實施流動電話號碼可攜服務，是世界上最早提供此服務的地區之一。消費者無需為保留使用中的電話號碼而不能轉用其他流動電訊營辦商。現時每月平均有超過6萬個戶口申請把電話號碼轉攜至其他流動電訊營辦商。
香港的流動網絡覆蓋完善，除部分郊區地點外，大部分地方皆有流動網絡覆蓋，而大氣電波較難到達的隧道、港鐵、商場地庫等地方，網絡亦能覆蓋。
香港流動電訊網絡制式，現時採用歐洲第二代制式的GSM-900、PCS（GSM-1800），第三代的UMTS，以及第四代的LTE制式網絡。GSM是除了日本、韓國、中華民國以外，全世界大部分國家採用的網絡制式，而UMTS及LTE則可通行幾乎全世界。
個別網絡商曾經在1990年代提供CT2、CDMA (cdmaOne)及TDMA (D-AMPS)服務，後兩者分別由和記新幹線及訊聯電信獨家提供（訊聯電信1997年被當時香港電訊旗下的CSL收購，改以香港電訊CSL 1+1品牌提供服務），但因種種因素，如技術發展和手機款式等，已經於1990年代中期至2000年代中期陸逐停止服務。

### 流動網絡營辦商
現時香港擁有頻譜的流動網絡營辦商，有以下4間——
- 香港移動通訊 （前身One2Free、香港電訊旗下、電訊盈科集團成員）
- 3香港 （和記電訊旗下）
- 中國移動香港（前身萬眾電話）
- 數碼通 （新鴻基地產的附屬機構）

部份有香港地產商背景，部分則有海外電訊集團背景。另外還有多家流動虛擬網絡商(MVNO)提供流動通訊服務。
| 排名 | 電訊商名稱                                                  | 技術 | 用戶數 (百萬)       | 母公司／主要股東                          | 前稱／曾收購的電訊商 (粗體為現有品牌) |  |
| ---- | ----------------------------------------------------------- | --- | ------------------- | ----------------------------------------- | --- |  |
| 1    | 香港移動通訊 HKT （含 1010、csl. 、Club SIM 和 Sun Mobile） | 900 / 2100MHz (UMTS, HSPA+,DC-HSPA+) 900(B8) / 1800(B3) / 2600(B7) MHz (LTE-A) 2.1GHz(n1) / 3.5GHz(n78) / 4.7GHz(n79) (5G NR)                                                   | 4.324 (2018年12月)  | 電訊盈科 (盈科拓展28.97%, 中國聯通 19.9%) | 曾同時營運1010、one2free、1+1 三個品牌，提供不同定位及制式的流動通訊服務。 1010及one2free同為GSM雙頻（GSM900/1800）服務，1010為商務及高階服務路線品牌；one2free 則集中青年客戶。1+1 則為收購訊聯電信後，以其網絡提供的TDMA (D-AMPS）制式服務，後來停止服務。 後收購新世界傳動網，作為初階大眾化路線服務品牌，後改稱Sun Mobile（新移動通訊）。 電訊盈科曾把CSL（香港移動通訊）售予澳洲電訊Telstra，一度退出香港流動通訊市場。後來電訊盈科收購SUNDAY，改稱PCCW Mobile，籍此重返香港流動通訊市場，後再改稱PCCW-HKT。再後來收購回「昔日的自己」CSL，重獲CSL品牌，棄用PCCW-HKT品牌，並把one2free改稱csl.，新世界傳動網改稱Sun Mobile（新移動通訊） 。 |  |
| 2    | 3香港 3 Hong Kong （含 3HK 、SoSim、SUPREME 和 MO）         | 900MHz (UMTS, HSPA+, DC-HSPA+) 900(B8) / 1800(B3) / 2100(B1) / 2600(B7) / 2300(B40)MHz (LTE-A) 700MHz(n28) / 2.1GHz(n1) / 3.5GHz(n78) (5G NR)                                   | 3.276 (2018年12月)  | 和記電訊                                  | 曾同時營運Orange、Everyday、「和記新幹線」三個品牌，分別提供GSM雙頻（GSM900/1800）、PCS（GSM1800）、CDMA (cdmaOne)制式服務；後來Everyday停止服務，「和記新幹線」CDMA服務牌照亦於2005年被香港政府收回，後來停止服務。 其後統一以3香港為品牌，以標榜作為香港首間及當時唯一的3G流動電訊營辦商。 曾同時以和記環球電訊品牌，營運固網電話及互聯網服務，後來固網電訊業務品牌亦改稱3香港。現時其固網電訊業務已被基金公司Asia Cube GlobalCommunications收購，改稱環球全域電訊。 |  |
| 3    | 中國移動香港 China Mobile Hong Kong (含CMHK 和 s/ash)       | GSM-1800 (GPRS, EDGE) 2100MHz (UMTS, HSPA+, DC-HSPA+) 700(B28) / 900(B8) / 1800(B3) / 2100(B1) / 2600(B7) / 2300(B40)MHz (LTE-A) 2.1GHz(n1) / 3.5GHz(n78) / 4.7GHz(n79) (5G NR) | 5 (2021年6月)       | 中國移動                                  | 曾由華潤集團持有，稱萬眾電話、PEOPLES等。後來被中國移動旗下的中國移動（香港）集團有限公司收購，逐漸棄用萬眾電話、PEOPLES等品牌，改為現稱。 2023年推出主打年青人路線的無合約副品牌 s/ash。 |  |
| 4    | 數碼通 Smartone (含數碼通和自由鳥Birdie)                    | 850/2100MHz (UMTS, HSPA+, DC-HSPA+) 900(B8) / 1800(B3) / 2100(B1) / 2600(B7)MHz (LTE-A) 2.1GHz(n1) / 3.5GHz(n78) (5G NR)                                                        | 2.47（2018年12月)   | 新鴻基地產                                | 曾收購八方通訊，把八方通訊網絡改稱Extra，作為初階大眾化路線的PCS（GSM1800）制式服務副線品牌，後來取消，統一數碼通品牌。 其後設副品牌自由鳥（Birdie），走初階大眾化路線，並以無合約承諾期、全網上客戶服務為賣點。 |  |
| 5    | 中國聯通香港 CUniq HK                                       | 使用CSL、3香港的網絡 | 0.87 （2018年10月)  | 中國聯通                                  | |  |
| 6    | 香港寬頻                                                    | 使用3香港、數碼通及中國移動香港的網絡 | 0.277（2019年10月） | 香港寬頻                                  | |  |
| 7    | 新移動通訊 SUN Mobile                                       | 使用HKT (csl)的網絡 |                     | 香港電訊 (60%), 電訊數碼 (40%)            | 電訊數碼 |  |
| 8    | 中国电信香港                                                | |                     | 中国电信（澳门）                          | |  |

### 第三代流動通訊（3G）
香港的第三代流動通訊服務（3G），由和記電訊、數碼通、CSL及SUNDAY 4間電訊商持有牌照。2004年1月，和記電訊的3香港率先拍出3G服務。2004年12月，數碼通及CSL亦相繼開始提供3G服務；而餘下的SUNDAY，由於資源不足，一直未能推出3G服務。至2006年1月，以電訊盈科收購SUNDAY，以電訊盈科流動通的品牌，提供為期8個月的免費3G試用服務。截至2005年7月，採用3G服務的用戶有1,648,989人。
由於技術及利益上的問題，各3G網路商在啟用初期，客戶不能與其他3G網路商作視像通話，各個網路商均加快互連進度，但問題一直遲遲未有解決。當時，數碼通聯同其他3G網路商，對和記電訊的3香港作出批評，指對方一直就利益問題，多次以技術問題拖延而不肯互連，但3香港則聲明正進行測試。數碼通亦曾經嘗試向電訊管理局希望介入事件。結果，於2005年初，數碼通與CSL互相作出視象通訊互連，互連費每分鐘大約$0.5至$1.5港元；而最後3香港亦於2005年中與各個3G網路商互連。
於2011年尾，CSL旗下品牌新世界傳動網升級其服務至3G，推出月費$72元的限速3G上網計劃。由於當時的3G上網月費計劃動輒過百元，其收費之低廉成功吸引大批對上網速度要求不高的客戶轉台。此計劃之下載速度限於384kbps，但不設用量上限，公平使用守則亦不適用。由於成功開拓一批新客源，其後3香港及一向走高檔路線的數碼通亦推出相應計劃搶客。於2013年1月，一向只以便宜的2G GPRS/EDGE計劃吸客的中國移動香港更租用電訊盈科流動通訊的3G網絡，以提供限速3G計劃，並全面取代旗下的2G GPRS/EDGE月費計劃。

### 第四代流動通訊（4G LTE, 4.5G LTE Advance Pro）
香港政府於2009年拍賣2600MHz頻譜。當年由和記電訊香港與電訊盈科的合營公司，以及CSL和中國移動香港投得。數碼通則於現行的1800MHz頻段中加入4G LTE的支援。香港所有投得2600MHz頻譜的電訊商均採用歐美的FDD-LTE制式。。
事隔兩年多，CSL旗下品牌One2Free成為香港第一家推出4G LTE服務的電訊商。One2Free表示其全球首創4G LTE/DC-HSPA+網絡能給予用戶極速寬頻的網絡體驗。CSL旗下品牌1010於2012年2月公布與HTC合作，在香港推出首部支援4G網絡的智能手機，並表示月費價錢將會極具競爭力，或與現時的3G月費計劃相若。。
各電訊商所採用的網絡基建商各有不同。CSL的網絡由華為建設，和電香港與電訊盈科的合營公司Genius Brand採用華為的網絡設備，數碼通則指定使用愛立信的網絡基建作為其4G網絡的供應商，而中國移動香港採用愛立信及中興通訊提供的4G網絡基建。
新鴻基地產旗下的數碼通則於2012年傳媒春茗上宣布率先取消無限3G數據（最終因另一電訊商CSL維持無限3G數據服務而使數碼通撤回有關決定），並同時透露將於同年推出4G LTE服務，但未有透露具體時間表。由於數碼通並無投得2600MHz頻譜，其4G LTE頻譜其實是利用技術與現有的2G頻譜共用。而且由於支援數碼通4G LTE 1800MHz頻譜的智能手機比支援其他電訊商4G LTE所投得的2600MHz頻譜更少，因此能否吸引客戶轉用頓成疑問。
2012 年初，香港五大電訊商配合多部4G手提電話推出，相繼推出4G LTE服務。當時4G LTE的室外市區覆蓋率普遍達到約八成，並預計將於 2013 年達至超過九成覆蓋。但由於電訊商在港鐵內安裝電訊發射器須向港鐵支付近億元牌照費及租金，當中連建設機站的費用，亦全數由參與的網絡商分擔，當各電訊商打算升級至4G LTE時，港鐵提出近千萬的溢價，令電訊商不滿，使4G LTE推出超過半年仍未有任何電訊商4G信號覆蓋港鐵。於10月初時，有電訊商放出消息，指與港鐵的商討陷於膠著，或令港鐵的新鐵路成為「無網鐵路」。
於該報道登出後4天，港鐵終於陸續與電訊商達成4G LTE覆蓋協議。所有電訊商均會利用現有的1800MHz頻譜以提供4G LTE覆蓋。PCCW Mobile成為第一家於金鐘站有4G LTE網覆蓋的電訊商。其後其他電訊商亦相繼覆蓋港島線，並於2013年1月22日完成覆蓋所有港鐵內的舊地鐵網絡。
於2012年12月，中國移動通訊與ZTE（中興）及愛立信（Ericsson）一同推出FDD-LTE及TD-LTE雙制式網絡。中國移動香港TD-LTE網絡採用2300MHz頻段，而FDD-LTE網絡則採用2600MHz網絡。測試結果顯示，TD-LTE網絡的上傳速度明顯比FDD-LTE差，而且尚未有手提電話支援自動調較網絡，雙制式網絡LTE距離成熟尚有一大段距離。
2013年9月，CSL宣佈將於2014年提供300Mbps LTE Advanced技術。CSL是使用旗下兩條分別為1800MHz和2600MHz LTE頻譜的20MHz頻寬集合而成，惟預計至2014年中才會陸續有手提電話芯片支援此高速網絡。
2013年11月7日，CSL率先公佈其4G LTE網絡將覆蓋舊九鐵網絡（即現時的東鐵綫和屯马线），3香港、PCCW及數碼通亦於數日內作出相同公佈。
2013年11月11日，PCCW宣佈4G語音通話服務（Voice over LTE，簡稱VoLTE）將於年底前就緒。PCCW是與華為合作提供此服務，也會是香港首間應用eSRVCC（enhanced Single Radio Voice Call Continuity）技術，實現語音通話在3G/LTE間無縫轉換的網絡商。惟要實現4G語音通話，客戶須使用支援此技術的手提電話，否則仍會如現時般，跳回3G網絡作語音通話。
2013年12月5日，CSL亦宣佈聯同ZTE（中兴通讯）正式啓動VoLTE網絡。如同PCCW般，其VoLTE同樣支援eSRVCC（enhanced Single Radio Voice Call Continuity）技術；CSL在記者會上亦示範其技術可以讓用戶在通話中在語音通話與視訊通話之間作即時轉換。CSL預計在2014年上半年會有更多的支援VoLTE的裝置推出市場。
2014年5月15日，PCCW正式推出VoLTE服務，首部支援的智能電話為三星Galaxy Note 3，但需先更新軟件才能啟動功能。
2014年12月26日，CSL正式提供300Mbps LTE Advanced（Cat.6 制式）服務，首部支援的智能電話為三星Galaxy Note 4。初期覆蓋範圍爲新界北區、上水、粉嶺、元朗東、大埔、沙田、美孚、荔枝角等地區，以及於尖沙咀的國際廣場iSquare商場。於2015年年初，LTE Advanced網絡分段升級工程將覆蓋至馬鞍山及西貢地區。

### 第五代流動通訊（5G）
香港電訊是全港首家推出5G網絡的本地流動通訊營運商。
3香港、CSL、中國移動香港、及1010於二零二零年四月推出商用5G服務。SmarTone於2020年5月26日推出商用5G服務。
根據香港通訊事務管理局的資料，5G網絡於2023年1月1日前已覆蓋逾香港九成人口。

### 其他服務
網絡商除提供話音服務外，也提供各種不同的增值服務，包括SMS及MMS短訊、流動數據服務、留言信箱、鈴聲、歌曲及圖案下載服務等。透過GPRS數據技術提供新聞天氣、股票價格、賽馬投注等服務；3G網絡的高頻寬，更可以進行視像通話、收看串流影片，甚至手機定位（LBS）等服務。

## 流動網絡與寬頻網絡之間的合作
| 寬頻供應商   | 頻譜供應商   | 流動網絡                               |
| ------------ | ------------ | -------------------------------------- |
| 香港電訊     | 香港移動通訊 | csl. 1010 Club Sim sun mobile 電訊數碼 |
| HGC          | 3香港        | 3香港 SoSIM                            |
| 香港寬頻網絡 | 數碼通       | 數碼通 自由鳥 3香港                    |
| 有線寬頻     | 中國移動香港 | 中國移動香港                           |

## 對外電訊
早在 1871 年 4 月 1 日，香港第一條海底電報纜已在今天華富邨附近的鋼線灣著陸，連接上海。這條東亞地區第一條海底電報線是由香港最早的電報局丹麥大北電報局 (The Great Northern Telegraph Company) 鋪設，同年 6 月 14 日上午 9 時 45 分，港督接收到第一個從倫敦傳來的電報訊息。
至於香港接駁海外的通訊，從 1936 年起便由「英國大東電報局」是為今天香港電訊的前身接管。政府在 1962 年正式發出專營權，因此當時市民打電報或打長途電話到外國，統統只能去大東電報局。
香港對外電訊服務，即長途電話服務，原本亦由香港電訊擁有專營權，有效期至2006年9月30日。
1998年3月，香港政府與香港電訊達成協議，由政府向香港電訊支付67億港元補償，並讓香港電訊分期提高住宅及商業電話線收費，香港電訊則交回對外電訊服務專營權。
1999年1月1日，對外電訊市場正式開放，三家固網服務供應商開始提供對外電訊服務，直至2005年9月為止，香港提供對外電訊服務的營辦商多達227家。引入競爭令客戶成為贏家，近年來，多番減價戰令國際長途電話費大幅下降，為消費者節省數以百億港元計的長途電話費用。

### 衛星電訊
香港現有兩家公司提供衛星通訊服務，分別為亞太通信衛星有限公司及亞洲衛星有限公司，兩家公司合共經營六枚衛星，向香港及整個亞太地區提供通訊及電視廣播服務。

### 海底電纜
海底電纜對香港對外通訊十分重要，第一條海底電纜早在19世紀已于香港開始舖設，供傳送電報之用。
近年，隨着互聯網普及，數據傳送需求大增。 截至2017年，香港有11個電纜系統著陸，令香港的對外通訊容量大幅增加。
- 亞太海纜（Asia Pacific Cable Network / APCN ）
- 亞太2號海底電纜（Asia Pacific Cable Network 2 / APCN-2 ）
- 亚太直达海底光缆（Asia-America Gateway Cable System / AAG ）
- EAC-C2C光纜系統
- FLAG光纜亞歐段（FLAG Europe Asia / FEA ）
- FLAG北亞光纜環系統 （FLAG North Asia Loop / FNAL ）
- 亞歐三號海纜（Sea-Me-We 3 / SMW3 ）
- 泰國—越南—香港海纜（ Thailand-Vietnam-Hong Kong / TVH ）
- TGN亞洲區內海底光纜系統（TGN-Intra Asia Cable System / TGN-IA ）
- Asia Submarine-cable Express（ASE系統）
- 泛东南亚日本海底光缆系统（South-East Asia Japan Cable System，SJC）

## 監管
香港的電訊服務由通訊事務管理局負責監管。

## 廣播
- 電台總數：AM：6、FM：8、短波：0、DAB+：0 (2017年)
- 免費電視頻道：數碼制式：14條

## 資料來源
1. ↑  香港電訊管理局：數據庫·電訊里程碑 的存檔，存档日期2010-02-25. 網站。
2. ↑  吳昊（2001年）：《老香港·歲月留情》，第120-121頁，香港次文化堂。ISBN 962-7420-23-9
3. 1 2 3 4 5 6  . 通訊事務管理局辦公室.   [2018-03-21]. （原始内容存档于2018-10-09）. （页面存档备份，存于）
4. ↑  施漢榮. . 香港教育圖書公司. 1996年: 頁52. ISBN 962-290-972-8.
5. ↑  . 立場新聞. 2020-08-25  [2023-04-07]. （原始内容存档于2020-09-19）. （页面存档备份，存于）
6. ↑  Speedtest Global Index, January 2018. speedtest.net
7. ↑   (PDF), 通訊事務管理局,   [2018-03-21], （原始内容存档 (PDF)于2019-10-24） （页面存档备份，存于）
8. ↑   (PDF).   [2022-02-14]. （原始内容存档 (PDF)于2020-10-30）. （页面存档备份，存于）
9. ↑   (PDF).   [2019-11-18]. （原始内容存档 (PDF)于2020-10-28）. （页面存档备份，存于）
10. ↑  .   [2022-02-18]. （原始内容存档于2022-02-18）. （页面存档备份，存于）
11. ↑  .   [2022-02-18]. （原始内容存档于2022-02-18）. （页面存档备份，存于）
12. ↑  .   [2021-06-27]. （原始内容存档于2022-01-27）. （页面存档备份，存于）
13. ↑   (PDF).   [2019-11-18]. （原始内容存档 (PDF)于2020-10-29）. （页面存档备份，存于）
14. ↑  張雅婷. . 香港01. 2018-10-05  [2019-11-09]. （原始内容存档于2019-10-30） （中文（香港））. （页面存档备份，存于）
15. ↑  經濟日報. . 經濟日報.   [2019-12-14]. （原始内容存档于2019-12-14） （中文（臺灣））. （页面存档备份，存于）
16. ↑  .   [2012-12-24]. （原始内容存档于2018-03-17）. （页面存档备份，存于）
17. ↑  .   [2012-12-24]. （原始内容存档于2020-02-20）. （页面存档备份，存于）
18. ↑  .   [2012-12-24]. （原始内容存档于2019-06-20）. （页面存档备份，存于）
19. ↑  .   [2012-12-24]. （原始内容存档于2019-10-21）. （页面存档备份，存于）
20. ↑  中國移動香港：3G Lite 計劃 的存檔，存档日期2013-01-21.，2013年1月19日
21. ↑  .   [2012-11-14]. （原始内容存档于2019-12-06）. （页面存档备份，存于）
22. ↑  .   [2012-02-03]. （原始内容存档于2013-11-01）. （页面存档备份，存于）
23. ↑   (PDF).   [2012-02-03]. （原始内容存档 (PDF)于2015-09-24）. （页面存档备份，存于）
24. ↑  .   [2012-02-03]. （原始内容存档于2018-08-04）. （页面存档备份，存于）
25. ↑  .   [2016-10-06]. （原始内容存档于2016-10-09）. （页面存档备份，存于）
26. ↑  .   [2016-04-24]. （原始内容存档于2019-12-06）. （页面存档备份，存于）
27. ↑  .   [2012-02-03]. （原始内容存档于2019-12-06）. （页面存档备份，存于）
28. ↑  星島日報：港鐵新線恐成「無網鐵路」 （页面存档备份，存于），2012年9月7日
29. ↑  東方日報：電訊商港鐵達4G鋪網協議 （页面存档备份，存于），2012年9月11日
30. ↑  .   [2012-12-24]. （原始内容存档于2019-12-08）. （页面存档备份，存于）
31. ↑  香港五大 LTE 網絡宣佈打通港鐵主要路線，那非主要的呢？ （页面存档备份，存于），2013年1月22日
32. ↑  中國移動香港聯合 ZTE 及 Ericsson 正式商用 FDD-LTE 及 TD-LTE 雙制式網絡 （页面存档备份，存于），2012年12月18日
33. ↑  香港 CSL 示範 300Mbps LTE Advanced，2014 年服役 （页面存档备份，存于），2013年9月10日
34. ↑  CSL 宣佈年底打通東鐵綫、西鐵綫與馬鞍山綫，地鐵 4G 網絡全覆蓋 （页面存档备份，存于），2013年11月7日
35. ↑  PCCW-HKT 即將延伸 4G LTE 網絡覆蓋至餘下港鐵綫路 （页面存档备份，存于），2013年11月8日
36. ↑  3HK 與 SmarTone 也宣佈延伸其 4G LTE 網絡覆蓋了 （页面存档备份，存于），2013年11月10日
37. ↑  PCCW 與華為合作，VoLTE 網絡年底前就緒 （页面存档备份，存于），2013年11月11日
38. ↑  CSL 1010 & one2free 啓動 VoLTE 網絡，語音與視訊通話即時轉換 （页面存档备份，存于），2013年12月5日
39. ↑  PCCW-HKT 在香港推出 VoLTE 服務，首部支援的手機是 Samsung Galaxy Note 3 （页面存档备份，存于），2014年5月15日
40. ↑  Eddie. . eprice.com.hk. 2014-12-19  [2014-12-25]. （原始内容存档于2019-12-07）. （页面存档备份，存于）
41. ↑  .   [2018-03-21]. （原始内容存档于2021-02-25）. （页面存档备份，存于）

## 外部連結
- 通訊事務管理局辦公室 （页面存档备份，存于）